# Torneo de Marbella
El torneo ATP de Marbella fue un torneo de tenis que se disputó en la ciudad española de Marbella en 1996 y 1997 como parte del Torneo de Valencia. 
En 2021 se volvió a disputar en esta ciudad debido a la cancelación de varios torneos durante dicha temporada, y se incluyó como segunda semana del Andalucía Open junto al torneo Challenger. como consecuencia de la pandemia de COVID-19.

## Palmarés

### Individual masculino
| Año        | Campeón             | Subcampeón          | Resultado      |
| ---------- | ------------------- | ------------------- | -------------- |
| 1996       | Marc-Kevin Goellner | Àlex Corretja       | 7-6(4), 7-6(2) |
| 1997       | Albert Costa        | Alberto Berasategui | 6-3, 6-2       |
| 1998- 2020 | No celebrado        | No celebrado        | No celebrado   |
| 2021       | Pablo Carreño       | Jaume Munar         | 6-1, 2-6, 6-4  |

### Dobles masculino
| Año        | Campeones                   | Subcampeones                      | Resultado     |
| ---------- | --------------------------- | --------------------------------- | ------------- |
| 1996       | Andrew Kratzmann Jack Waite | Pablo Albano Lucas Arnold Ker     | 6-7, 6-3, 6-4 |
| 1997       | Karim Alami Julián Alonso   | Alberto Berasategui Jordi Burillo | 4-6, 6-3, 6-0 |
| 1998- 2020 | No celebrado                | No celebrado                      | No celebrado  |
| 2021       | Ariel Behar Gonzalo Escobar | Tomislav Brkić Nikola Čačić       | 6-2, 6-4      |